# سی.۳۰ کیروا
سی. ۳۰ کیروا (به انگلیسی: Cierva_C.30) یک هواچرخ ساخت شرکت اسپانیایی سییروا است. هواگرد سی. ۳۰ کیروا نخستین پروازش را در آوریل ۱۹۳۳ میلادی انجام داد. این هواگرد در سال ۱۹۳۴ میلادی رسماً معرفی گردید. در مجموع، تعداد ۱۴۸ فروند از این هواگرد ساخته شده‌است.
طراح این هواگرد، خوآن دلا سییروا بود.

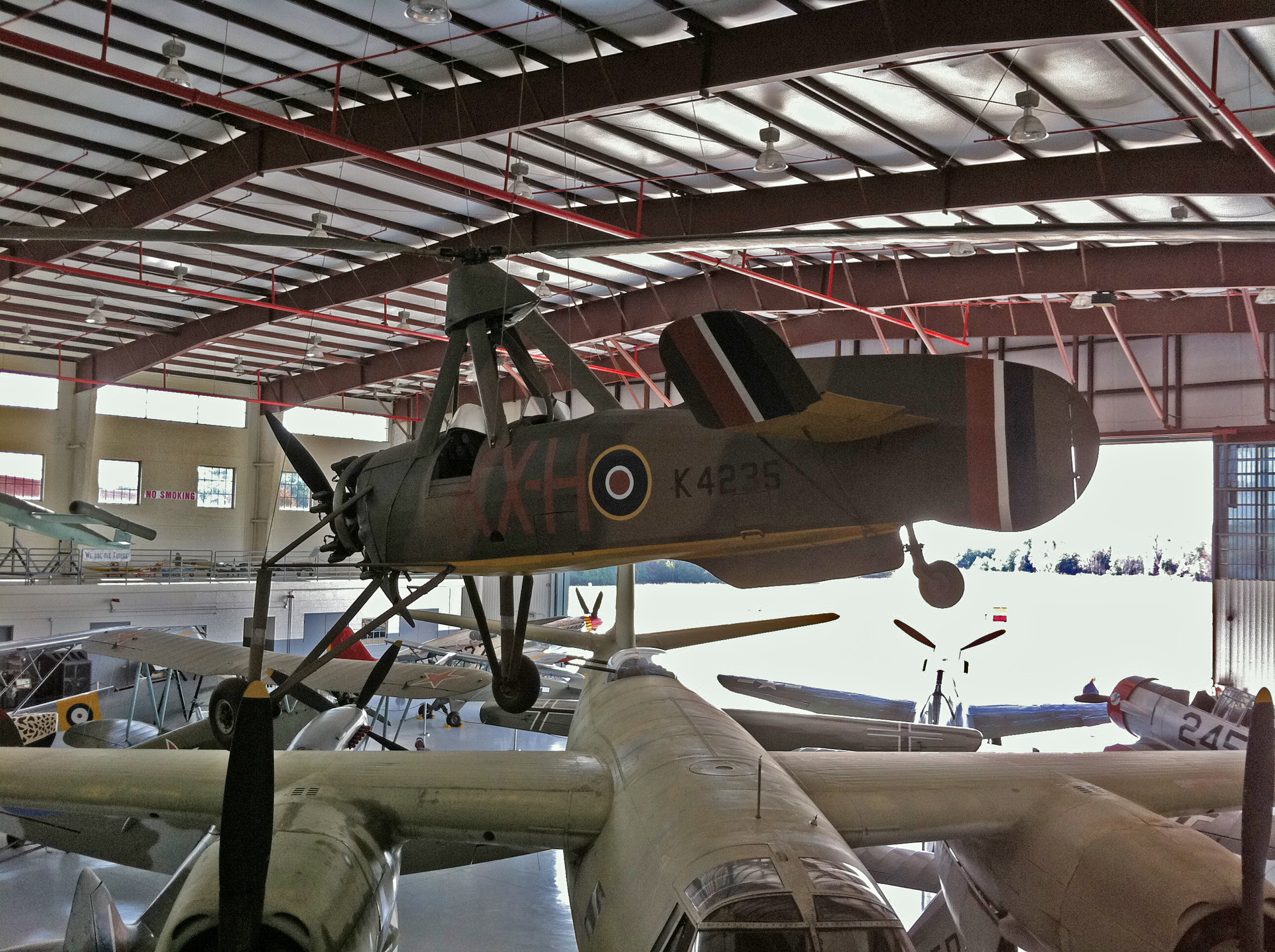
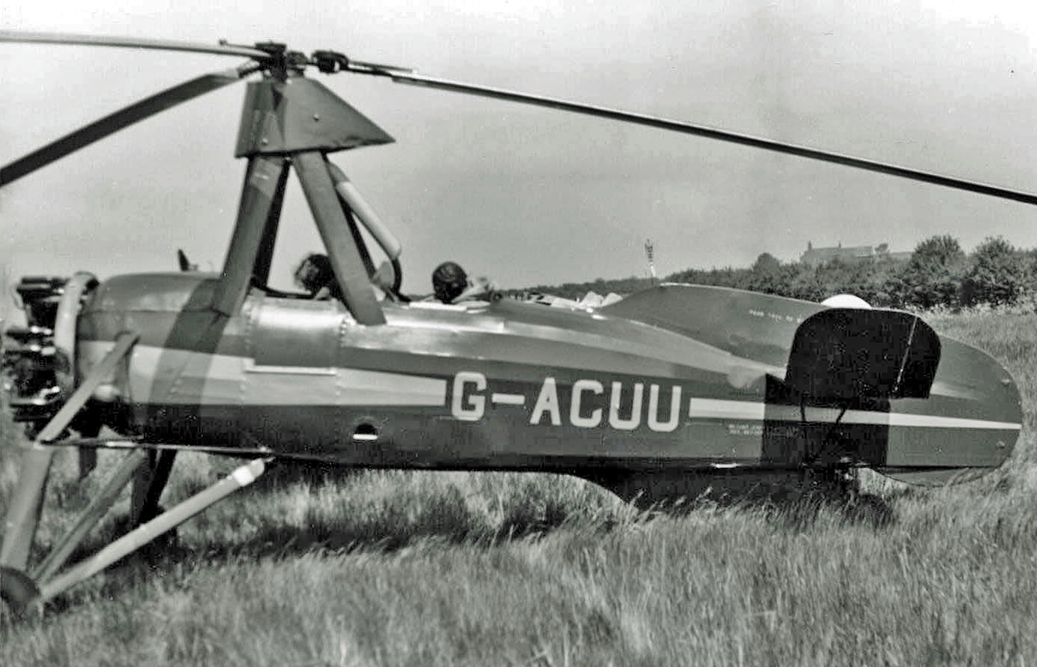

## Specifications (C.30A)

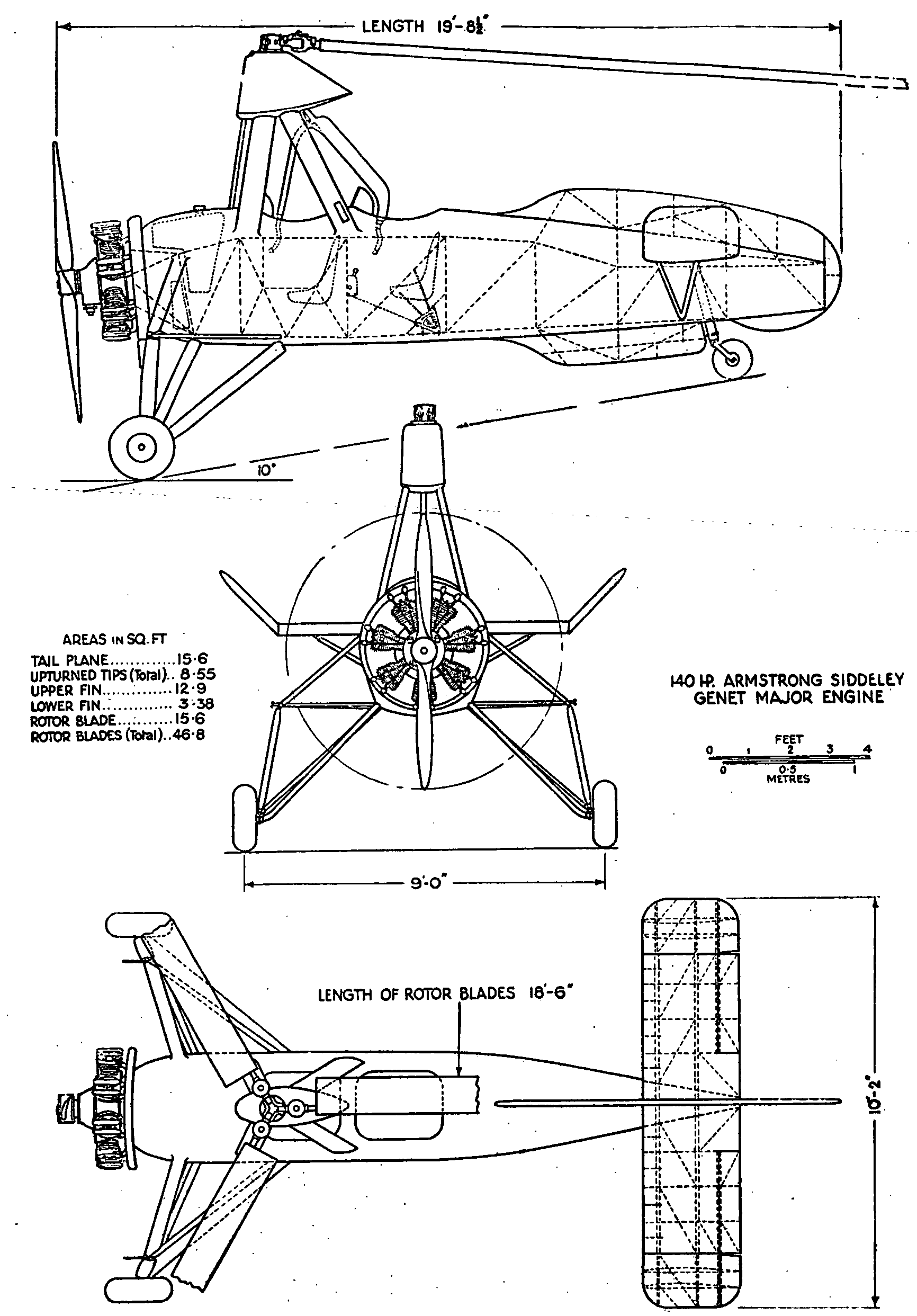
Avro C.30A 3-view drawing from NACA-AC-196

ویژگی‌های عمومی
- خدمه: ۱
- ظرفیت: 1 passenger
- طول: ۱۹ فوت ۸ اینچ (۶ متر)
- ارتفاع: ۱۱ فوت ۱ اینچ (۳٫۳۸ متر)
- وزن خالی: ۱٬۲۲۰ پوند (۵۵۳ کیلوگرم)
- وزن ناخالص: ۱٬۶۰۰ پوند (۷۲۶ کیلوگرم)
- پیشرانه: ۱ عدد موتور ۷ سیلندر رادیال هواخنک Armstrong Siddeley Genet Major IA, ۱۴۰ اسب بخار (۱۰۰ کیلووات)
- قطر روتور اصلی:  ۳۷ فوت ۰ اینچ (۱۱٫۲۸ متر)
- مساحت روتور اصلی: ۱٬۱۰۰ فوت مربع (۱۰۰ متر مربع)

عملکرد
- حداکثر سرعت: ۹۶ گره (۱۱۰ مایل بر ساعت، ۱۸۰ کیلومتر بر ساعت)
- سرعت کروز: ۸۳ گره (۹۵ مایل بر ساعت، ۱۵۳ کیلومتر بر ساعت)
- بُرد: ۲۴۸ مایل دریایی (۲۸۵ مایل، ۴۵۹ کیلومتر)
- نرخ صعود: ۷۰۰ فوت بر دقیقه (۳٫۶ متر بر ثانیه)